# Erik Lundström (apotekare)
Carl Erik Lundström, född 6 augusti 1882 i Jönköping, död 21 juni 1970 i Eskilstuna Fors församling, var en svensk apotekare och botaniker.
Erik Lundström var son till ingenjören Carl Axel Lundström. Han avlade mogenhetsexamen i Skara 1900, farmacie kandidatexamen 1903 och apotekarexamen 1911. Han innehade anställning vid apotek bland annat i Stockholm, Eskilstuna och Söderköping samt tjänstgjorde från 1943 vid apoteket Kronan i Eskilstuna. Han var amanuens vid Farmaceutiska institutet 1907–1909 och vid Bergianska trädgården 1909–1917 samt deltog som botaniker och kartograf i den svenska expeditionen till Spetsbergen 1916. 1914–1918 var Lundström, delvis med statsmedel verksam för tillvaratagande under kristiden av våra vilda nyttoväxter, och 1917–1920 var han assistent i Svenska medicinalväxtföreningen, i vars stiftande 1910 han deltog. Som amanuens och trädgårdssakkunnig fick han 1920–1922 nyanordna Dorpats universitets botaniska trädgård. Lundström publicerade farmaceutiska och botaniska uppsatser i fackpressen och utgav Vilka läkeväxter äro fördelaktigast att insamla? (1911, tillsammans med Nils de Verdier), Ätliga vilda växter (1917, 2:a upplagan 1918) och Matnyttiga vilda växter (1942, 2:a upplagan samma år). Lundström var 1909–1912 ordförande i Sveriges godtemplares ungdomsförbund och 1909–1910 redaktör för dess tidskrift Unga tankar.